# Dichlorisocyanursäure
Dichlorisocyanursäure ist eine chemische Verbindung aus der Gruppe der chlorierten Triazine.

## Gewinnung und Darstellung
Dichlorisocyanursäure kann durch Chlorierung von Cyanursäure gewonnen werden:
{\displaystyle \mathrm {(C(O)NH)_{3}\ +\ 2\ Cl_{2}\rightarrow } }
{\displaystyle \mathrm {(C(O)NCl)_{2}(C(O)NH)+2\ HCl} }

## Verwendung
Dichlorisocyanursäure und sein Natriumsalz Natriumdichlorisocyanurat werden als Desinfektionsmittel für Wasser (z. B. für Swimmingpools) verwendet.